# Рушиас, Онисифорос
Онисифорос Рушиас (греч. Ονησίφορος Ρουσιάς; 15 июля 1992, Паралимни, Кипр) — кипрский футболист, нападающий клуба «АЕК Ларнака» и сборной Кипра.

## Биография

### Клубная карьера
Родился 15 июля 1992 года в Паралимни и является воспитанником местного клуба «Эносис». В 2009 году перешёл в молодёжную команду английского «Мидлсбро», где провёл два года. В 2011 году вернулся в «Эносис», в котором и начал профессиональную карьеру. 24 сентября 2011 года Рушиас дебютировал в чемпионате Кипра в матче с клубом «Эрмис», появившись на поле на 75-й минуте вместо Энвера Алидовича. В своём первом сезоне за «Эносис» Рушиас провёл 18 матчей и забил 2 гола, однако в следующем сезоне игрок потерял место в составе и зимой 2013 года подписал контракт с другим кипрским клубом «Омония». Летом 2017 года подписал контракт с «АЕК Ларнака».

### Карьера в сборной
За основную сборную Кипра дебютировал 27 мая 2014 года в товарищеском матче со сборной Японии, в котором вышел на замену на 54-й минуте вместо Харалампуса Кириаку.

## Достижения
«Омония» Никосия
- Финалист Кубка Кипра: 2015/2016

 АЕК Ларнака
- Обладатель Кубка Кипра: 2017/2018